# 日本広告写真家協会
公益社団法人日本広告写真家協会（にほんこうこくしゃしんかきょうかい、Japan Advertising Photographer's Association）は日本のプロ写真家の職能団体。1958年（昭和33年）に設立。1989年（平成元年）に社団法人化。2012年（平成24年）に公益社団法人化。現在の会長は白鳥真太郎。会員数 1,005名（令和2年6月現在）、略称は「APA」。
日本写真著作権協会加盟。PPAプロフェッショナル・フォトグラファーズ オブ アメリカ加盟。

## 沿革
- 1958年（昭和33年） 「広告写真家たちの職能団体」を目指し設立、金丸重嶺が初代会長となる。
- 1971年（昭和46年）秋山庄太郎が第2代会長となる。
- 1971年（昭和46年）中村正也が第3代会長となる。
- 1989年（平成元年）12月4日 社団法人化。
- 1992年（平成4年）早崎治が第4代会長となる。
- 1994年（平成6年）西宮正明が第5代会長となる。
- 1998年（平成10年）高村規が第6代会長となる。
- 2002年（平成14年）藤井秀樹が第7代会長となる。
- 2004年（平成16年）長友健二が第8代会長となる。
- 2006年（平成18年）安達洋次郎が第9代会長となる。
- 2008年（平成20年）白鳥真太郎が第10代会長となる。
- 2012年（平成24年4月）新公益法人制度に基づき、内閣総理大臣から公益社団 法人移行認定を受け、平成24年4月1日より「公益社団法人日本広告写真家協会」に移行

## 主催事業
APAアワード（公益社団法人日本広告写真家協会 公募展）
実際の広告として世の中に流通した作品を募集する「広告作品部門」経済産業大臣賞、他
写真家の新たな表現への挑戦を募集する「写真作品部門」文部科学大臣賞、東京都知事賞、金丸重嶺賞、他
APAアワードの受賞、入選作品はすべて「年鑑日本の広告写真」に掲載され、選抜された作品は東京都写真美術館で開催されるAPAアワード展覧会に展示される。
小中学校の図工・美術授業にカメラを取り入れた実践授業を行なっている。
全国学校図工・美術写真公募展文部科学大臣賞を全国造形教育連盟（図工・美術の教師の全国組織）と開催している。
ほかにも写真関連セミナーや肖像権関連のシンポジウムや広報誌「APA NEWS瞬」の発行などの業務を行っている。